# Hetephernebti
Hetephernebti, auch Hetep-her-nebti, war die Gemahlin des altägyptischen Königs (Pharao) Djoser (um 2700 v. Chr.), des ersten Herrschers der 3. Dynastie (Altes Reich).
Hetephernebti ist von zwei Objektgruppen bekannt. Sie erscheint auf rohen Stelen, die sich beim Djoserpyramidenkomplex in Sakkara fanden, und auf den Fragmenten eines Schreines aus Heliopolis. Dort erscheint sie in Begleitung von Inetkaes und einer weiteren Dame, deren Name jedoch weggebrochen ist, weshalb ihre Identität von Ägyptologen diskutiert wird. Hetephernebti wurde eventuell im Djoserkomplex begraben.
Diese Königin führte die Titel „Die den Horus schauen darf“ (M33t-Ḥr.w), „Groß an Hetes-Szepter“ (Wr.t-hts) und „Königstochter“, womit sie wohl Schwester oder Halbschwester ihres Gemahls war.